# Villastadens IF
Villastadens IF är en fotbollsklubb från Kristinehamn och bildades den 27 september 1928. Verksamheten hade då bedrivits i mindre skala under 1927-28 under namnet Järnvägshusets IF och vissa menar att den nystartade föreningen redan vid starten var 20 år gammal, då föreningen inom stadsdelen Villastaden funnits till och från sedan 1908.
Klubben spelar 2021 i Division 6 östra Värmland.